# Grotte de la liberté de Demänovská
La  grotte de la liberté de Demänovská  (slovaque : Demänovská jaskyňa Slobody) est une des deux grottes de Demänovská qui sont situées dans la vallée de Demänovská en Slovaquie, à 12 km de la ville de Liptovský Mikuláš. 

## Géographie
La grotte comprend un système de couloirs sur six étages de 8 897 m et de grandes salles d'origine pléistocène. Elles comportent des stalagmites et des stalactites actif. Leurs couleurs rouge et jaune sont créées par les composés du fer et du manganèse.  
La température dans la grotte est comprise entre 6 et 7 °C et l'humidité relative varie de 95 à 97 %. 
Le ruisseau souterrain Demänovka coule par l'étage de la grotte le plus bas. Avec le vent qui y pénètre par trois entrées (situées à des altitudes de 812, 870 et 899 m), ils lui donnent son caractère dynamique.

## Flore et faune
Plusieurs espèces de mousses et algues peuvent être trouvées autour de l'éclairage électrique artificiel. 
Les restes d'un ours des cavernes  (Ursus spelaeus)  ont été découverts dans la grotte. Quatre espèces de chauve-souris y sont toujours présentes.   Niphargus tatrensis, un genre de crustacés, occupe les lacs formés autour de Demänovka.

## Histoire
L'âge de la grotte est estimé à 1 million d'années.
La grotte a été découverte en 1921 par Alois Král et Adam Mišura et ouverte au public en 1924. 

## Activités
C'est la grotte slovaque la plus visitée avec plus de 150 000 visiteurs par an. La visite de la grotte est divisée en deux cercles – le petit cercle de 1,6 km dont la visite dure 60 minutes et le grand cercle de 2,2 km dont la visite dure 100 minutes. La grotte est ouverte toute l'année sauf le lundi et durant les fêtes de Noël.
Les espaces de la grotte sont efficacement utilisés pour le traitement d'allergies et maladies des voies respiratoires[réf. nécessaire].